# Mulyie Pool
Der Mulyie Pool ist ein See im Nordwesten des australischen Bundesstaates Western Australia. 
Der See liegt im Verlauf des De Grey River an der Einmündung des Coongan River.